# Música da Suécia

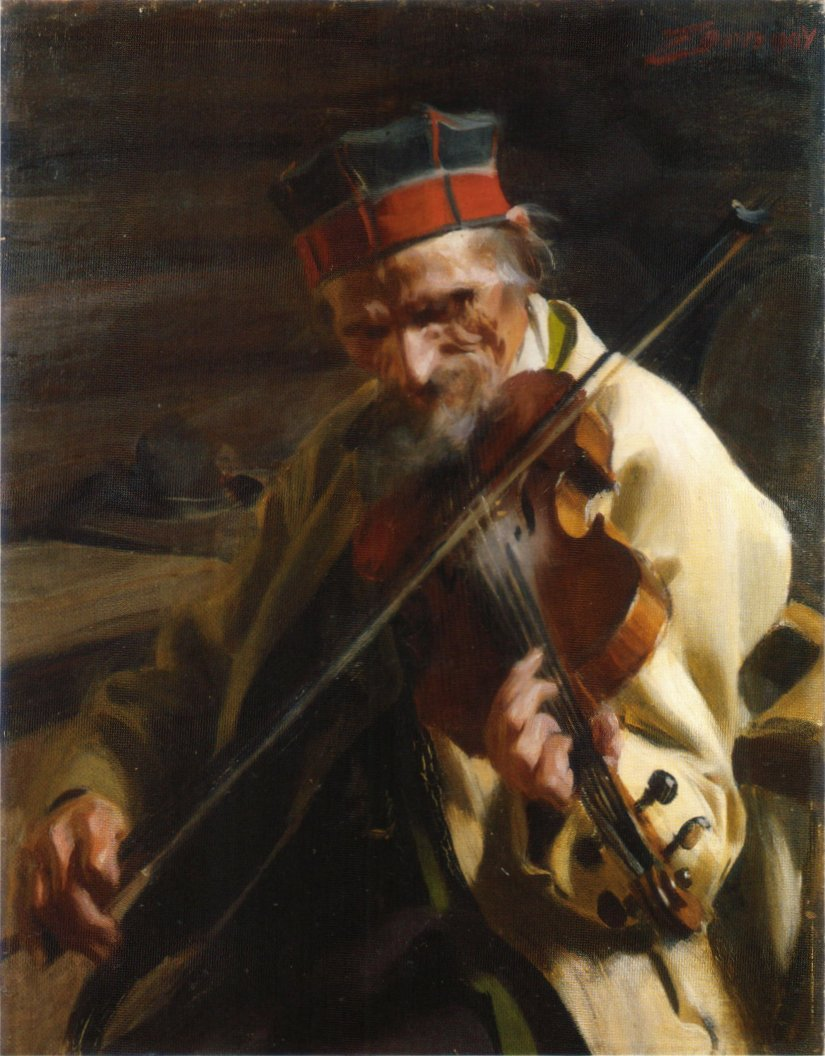
Hins Anders, tocador de violino
Anders Zorn
1904.

Com o recuo dos glaciares que cobriam a Escandinávia, chegaram os primeiros povoadores no período pré-histórico da Idade da Pedra. Eles traziam consigo experiências e tradições culturais milenárias. Estudos arqueológicos revelam a existência de instrumentos musicais em tempos longíquos, como é o caso da flauta de osso de Falköping (circa 2000-3000 anos a.C.), da flauta de osso de Birka (circa 800-900 d.C.), da trompeta de bronze de Långlöt na Öland (circa 2500-3000 a.C.). No poema inglês Beowulf do século VIII está feita uma referência a "cantos acompanhados por harpa" em honra de grandes heróis do mundo germânico, incluindo os países nórdicos.

## Música clássica sueca

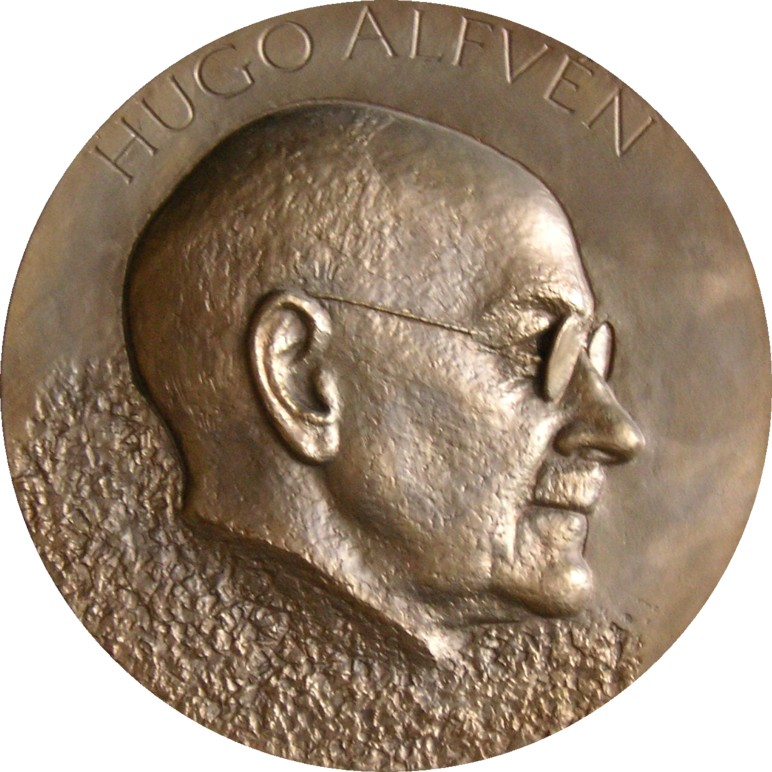
O compositor clássico Hugo Alfvén

O primeiro grande nome da música clássica sueca é Johan Helmich Roman, um compositor do estilo barroco, apelidado de "pai da música sueca". Já no período romântico, fortemente influenciado pelos nomes alemães, é Hugo Alfvén o compositor sueco por excelência, notável pelas suas sinfonias corporizando musicalmente a "alma sueca". Na transição do romantismo para o classicismo, esteve Franz Berwald, cuja obra só foi reconhecida após a sua morte.
Na fase neoclássica, Lars-Erik Larsson, costuma ser destacado pela sua sonoridade nórdica. No que diz respeito ao século XX, Hilding Rosenberg costuma ser citado como sua primeira grande figura sueca, com Gosta Nystroem, Dag Wiren e Erland von Koch sendo citados como outros nomes notórios do período.

### Músicos notórios
- Hugo Alfvén
- Franz Berwald
- Wilhelm Stenhammar
- Johan Helmich Roman.
- Emil Sjögren
- Lars-Erik Larsson
- Karl-Birger Blomdahl
- Hilding Rosenberg
- Gosta Nystroem
- Dag Wiren
- Erland von Koch

## Música pop

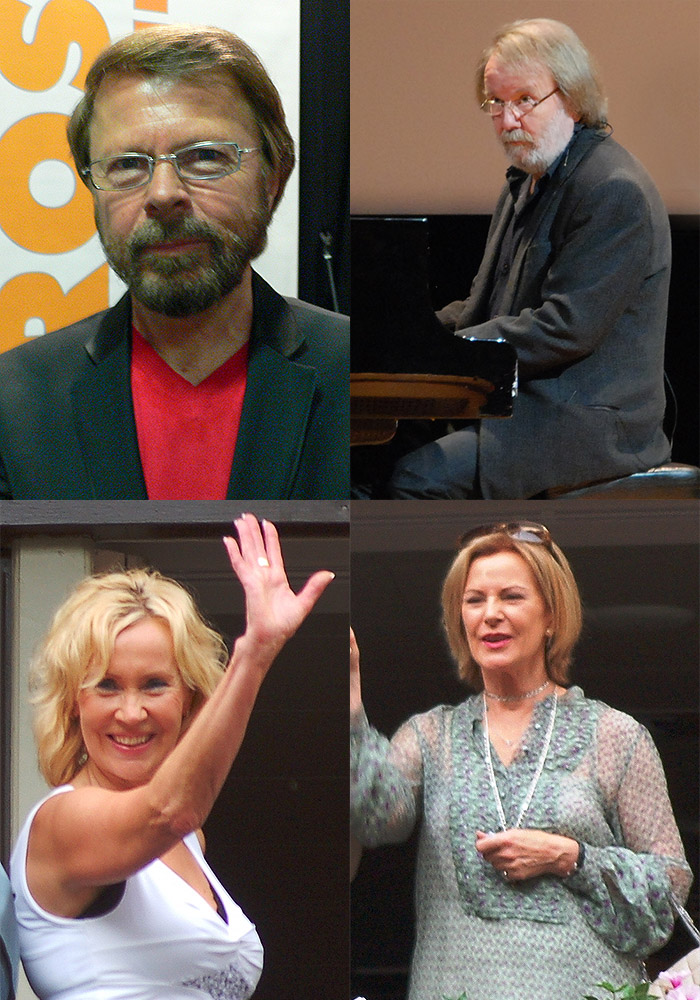
Os quatro membros do grupo ABBA

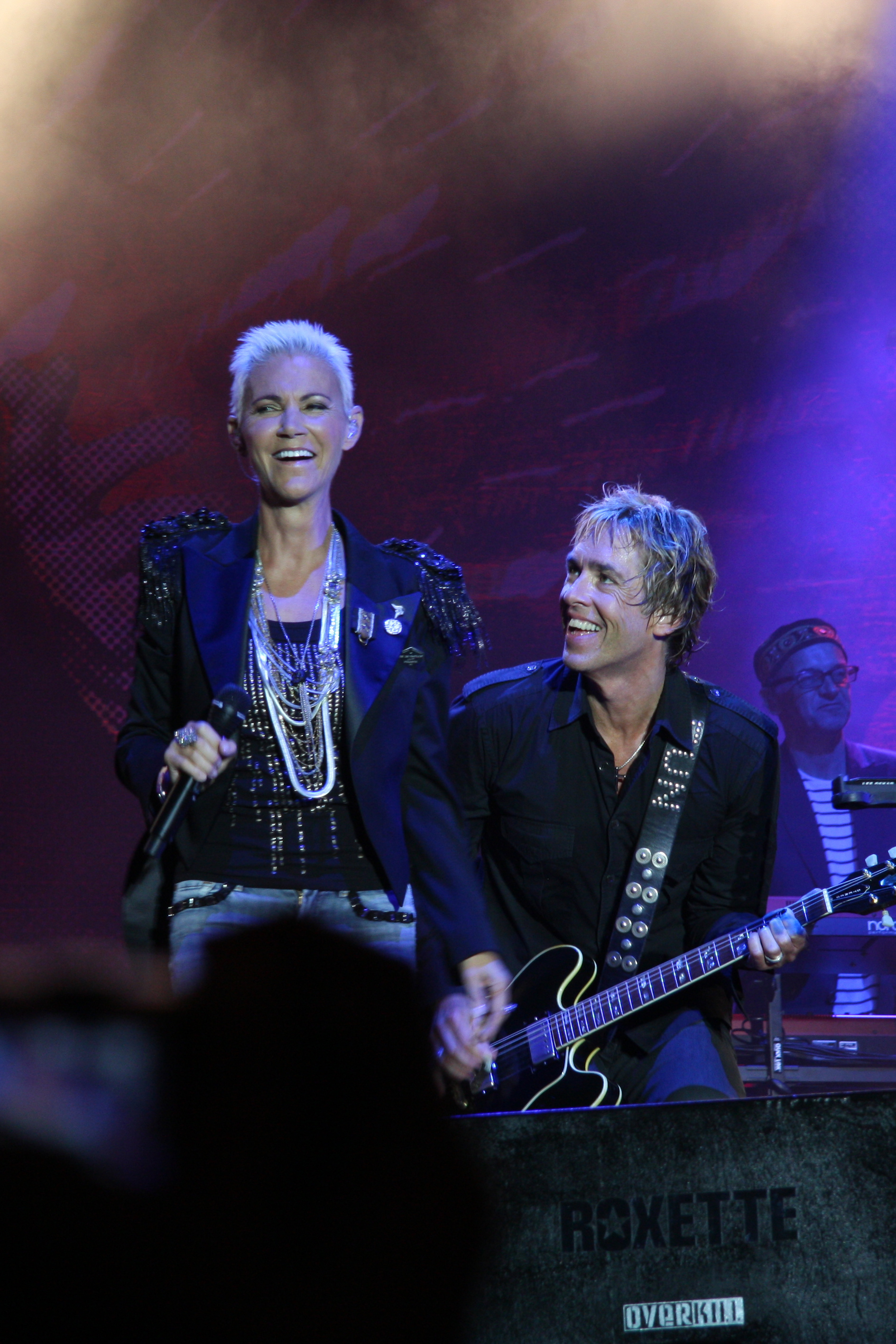
Roxette

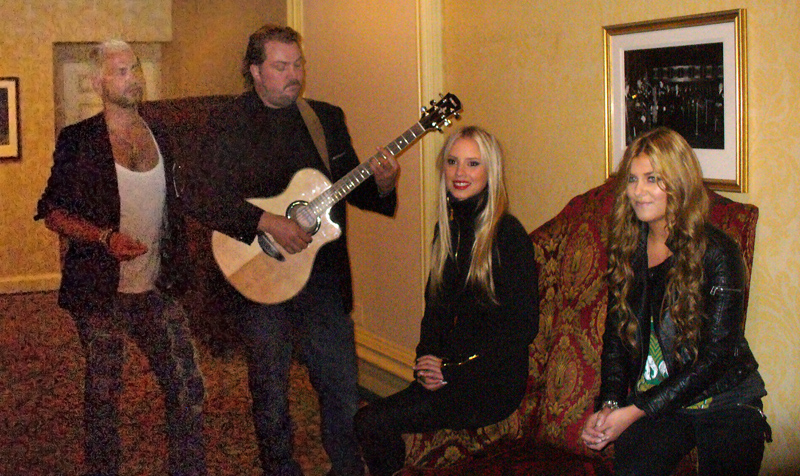
Ace of Base

A música pop sueca tem tido grandes êxitos internacionais desde a década de 1970.
Em 1974, o cantor Björn Skifs - com o nome Blue Swede - ascendeu ao topo dos discos single nos Estados Unidos e o grupo ABBA venceu o Festival Eurovisão da Canção.
Nos anos 80-90, Roxette alcançou sucesso mundial.
Depois deles, foi a vez de Robyn, Ace of Base - e outros - se afirmarem como grandes nomes da música sueca no mundo.

Dentro da Suécia são particularmente conhecidas estas bandas, e ainda outros artistas como Gyllene Tider, Per Gessle, Marie Fredriksson, Tomas Ledin, Björn Skifs, Hammerfall, In Flames, Mando Diao, Carola e etc.
- ABBA
- Ace of Base
- Avicii
- Basshunter
- Blue Swede (Björn Skifs)
- Carola
- E-type
- Eric Prydz
- Europe
- First Aid Kit
- Frida Hyvönen
- Hammerfall
- icona pop
- iamamiwhoami
- In Flames
- Jens Lekman
- Jonna Lee
- Loney, dear
- Lykke Li
- Loreen
- Mando Diao
- Meja
- Mans Zelmerlow
- Peter Jöback
- Peter, Björn & John
- Rednex
- Robin Bengtsson
- Robyn
- Roxette
- September
- Shout out louds
- Swedish House Mafia
- The Ark
- The Cardigans
- The Hives
- The Knife
- The Radio Dept.
- The Soundtrack of Our Lives (TSOOL)
- The Tough Alliance
- Tove Lo
- Zara Larsson

## Jazz
- Alice Babs
- Jan Johansson
- Arne Domnérus
- Monica Zetterlund
- Ulf Wakenius

## Festival Eurovisão da Canção
A Suécia tem participado regularmente no Festival Eurovisão da Canção desde 1958, tendo vencido 6 vezes, sendo assim o 2º país com mais vitórias de sempre no concurso.
| Ano  | Sede       | Artista            | Canção                   | Tradução para Português  | Compositor                                   | Letrista                                     |
| ---- | ---------- | ------------------ | ------------------------ | ------------------------ | -------------------------------------------- | -------------------------------------------- |
| 1974 | Brighton   | ABBA               | "Waterloo"               | Waterloo                 | Benny Andersson, Björn Ulvaeus               | Stikkan Anderson                             |
| 1984 | Luxemburgo | Herreys            | "Diggi-Loo Diggi-Ley"    | Diggi-Loo Diggi-Ley      | Torgny Söderberg                             | Britt Lindeborg                              |
| 1991 | Roma       | Carola             | "Fångad av en stormvind" | Capturada por um tornado | Stephan Berg                                 | Stephan Berg                                 |
| 1999 | Jerusalém  | Charlotte Perrelli | "Take Me to Your Heaven" | Me Leve ao seu Céu       | Lars Diedricson                              | Marcos Ubeda                                 |
| 2012 | Baku       | Loreen             | "Euphoria"               | Euforia                  | Thomas G:son, Peter Boström                  | Thomas G:son, Peter Boström                  |
| 2015 | Viena      | Mans Zelmerlöw     | "Heroes"                 | Heróis                   | Linnea Deb, Joy Deb, Anton Hård af Segerstad | Linnea Deb, Joy Deb, Anton Hård af Segerstad |
| 2016 |            |                    |                          |                          |                                              |                                              |
|      |            |                    |                          |                          |                                              |                                              |
|      |            |                    |                          |                          |                                              |                                              |
|      |            |                    |                          |                          |                                              |                                              |
|      |            |                    |                          |                          |                                              |                                              |
|      |            |                    |                          |                          |                                              |                                              |
|      |            |                    |                          |                          |                                              |                                              |
| 2023 | LONDRES    | Loreen             | Tatoo                    | tatuagem                 |                                              |                                              |